# Víktor Ieroféiev
Víktor Vladímirovitx Ieroféiev (rus: Ви́ктор Влади́мирович Ерофе́ев, també transliterat Eroféiev o Eroféev, Moscou, 1947) és considerat un dels escriptors més importants de Rússia. Durant l'època de la Unió Soviètica va ser membre de l'Associació d'Escriptors i col·laborador de l'Institut Gorki, però en va ser expulsat quan es va convertir en coeditor de la revista de literatura dissident Metropol. Actualment viu a Moscou i escriu per a publicacions internacionals com l'International Herald Tribune, el New York Review of Books, el New Yorker, Die Zeit i el Frankfurter Allgemeine Zeitung.
Després de la invasió russa d'Ucraïna el 2022 va marxar de Rússia i es va establir a Alemanya, on ha publicat en alemany les seves obres des de llavors.

## Llibres
- Yadrena Fenya («Ядрёна Феня», 1979. Part de la revista literària Metropol)
- La vida amb un idiota («Жизнь с идиотом», 1980. Col·lecció de contes.)
- Bellesa russa («Русская красавица», 1990)
- Judici Final («Страшный суд», 1995)
- Al laberint de les preguntes maleïdes («В лабиринте проклятых вопросов», 1996. Col·lecció d'assajos.)
- El judici final («Страшный суд», 1996)
- Les flors del mal russes («Русские цветы зла», 1997. Recull d'històries.)
- Cinc rius de la vida («Пять рек жизни», 1998)
- Enciclopèdia de l'ànima russa («Энциклопедия русской души», 1999)[1]
- Homes («Мужчины», 1997)
- Déu X. Contes sobre l'amor («Бог X. Рассказы о любви», 2001)
- Laberint dos («Лабиринт два», 2002)
- Melic («Пупок», 2003)
- Luxe («Роскошь», 2003)
- Troba la persona en una persona («Найти в человеке человека», 2003)
- El bon Stalin («Хороший Сталин», 2004. Novel·la autobiogràfica.)
- Llamp globular («Шаровая молния», 2005)
- Apocalipsi rus. Experiències en escatologia artística («Русский апокалипсис. Опыт художественной эсхатологии», 2006)
- La llum del diable. Geografia del sentit de la vida («Свет дьявола. География смысла жизни», 2008)
- Akimuds («Акимуды», 2012)
- Ratolí rosa («Розовая мышь», 2017)
- Rússia nua («Nacktes Russland», 2023. Publicada inicialment en alemany.)
- El Gran Gopnik («Der große Gopnik», 2023. Publicada inicialment en alemany.)